# 니자르 마흐루스
니자르 마흐루스(아랍어: نزار محروس, 1963년 3월 12일 ~ ), 아부 하메드로 알려진 시리아의 전직 축구 선수이자 축구 지도자로 현재 아르빌의 감독을 맡고 있다.